# Megophyra biseta
Megophyra biseta är en tvåvingeart som beskrevs av Ma och Xiaolong Cui 1992. Megophyra biseta ingår i släktet Megophyra och familjen husflugor.
Artens utbredningsområde är Heilongjiang (Kina). Inga underarter finns listade i Catalogue of Life.